# Римски додекаедар
Римски додекаедар или гало-римски додекаедар   је мали шупљи предмет направљен од легуре бакра. Изливен је у правилан додекаедарски облик од дванаест равних петоугаоних лица. Свако лице има кружну рупу различитог пречника по средини. Унутрашњост је празна, тј. шупља, док се на сваком углу у којима се лица спајају налази по један детаљ у облику мање кугле.  
Пронађени римски додекаедри су датовани у време од 2. до 4. века нове ере. Њихова намена до данас није разјашњена.  Ретко показују знаке хабања и на себи немају уписане бројеве или слова. 

## Историја
Први познати додекаедар представљен је 1739. године члановима ученог Антикварског друштва (The Society of Antiquaries) у Лондону. До 2013. године пронађено је 116 сличних предмета у Аустрији, Белгији, Великој Британији, Луксембургу, Немачкој, Низоземској, Сједињеним Државама, Швајцарској, као и један у Србији. Само на простору римске Британије пронађено је 33 додекаедра, од којих последњи 2023. године, који су археолози аматери нашли у селу Нортон Дизни у Линколнширу. 

## Изглед и опис
Додекаедар је правилни полиедар, односно тело састављено од дванаест површи у облику једнакостраничног петоугла, тј. пентагона. Има тридесет ивица и двадесет углова (темена). 
На свакој површи се налази по један пробој (рупа) кружног облика док је унутрашњост шупља. Украси на површима су облика малих удубљења која имају изглед двају концентричних кружница, а које додатно истичу величину пробоја. 
На сваком темену, тј. углу у којем се спаја више површи налази се детаљ лоптастог или печуркастог облика. Пречник ових украса је обично 5-6 милиметара. 
Додекаедри су углавном прављени од легуре бакра, техником шупљег ливења. То је подразумевало да се око воштане средине излије целокупни предмет, што су могли извести само врхунски мајстори. Лоптасти украси на теменима су најчешће ливени заједно са целим предметом, а не накнадно додавани. 
Ређе је коришћена техника појединачне израде петоугаоних површи, које би потом бивале залемљене једна са другом. Такав случај је одлика додекаедра пронађеног на месту старог Новиодунума (данашњи Жублан, франц. Jublains) у Француској.
Један примерак је израђен од сребра. Налази се у Женеви. 

Димензије
Додекаедри немају стандарне димензије. Висина појединачних предмета је од 4 до 11 сантиметара и њу не улазе лоптасти детаљи на теменима. 
Димензије пробоја (перфорација) на срединама петоугаоних површи су такође различите. Најужи отвор је пречника 6 милиметара, а најшири чак 40 милиметара.
Маса предмета је такође разнолика. Најмања маса додекаедра је  35 грама, док је горња граница углавном 580 грама. Постоји само један изузетак чија је маса један килограм.

## Сврха
У савременим изворима и приказима нема помена додекаедра, због чега су научници били принуђени да развијају теорије о његовој сврси. Постоји око четрдесет теорија о томе чему су служили.
Једна од претпоставки је да су коришћени као мерни инструмент за процену удаљености и/или величине удаљених објеката, попут данашњих нивелира. У оквиру ове теорије, помишљало се да су употребљавани чак и као мерни уређаји у артиљерији. Међутим, на додекаедрима нема ознака које би указивале да је служио као математички инструмент. 
По другој претпоставци, додекаедар је служио као калем за нит од које су предене рукавице. Проблем по ову теорију је да је први такав калем настао тек 1535. године. 
Како је више додекаедара пронађено у оставама са новцем, престпостављено је да су сматрани за врло вредне предмете или да су имали неку везу са новцем. По једној теорији, били су доказ умећа ковача новца. По другој теорији, а и зато што су налажени искључиво на простору Западног римског царства, део су галороманске традиције, могуће као направе за прорицање или амајлије за срећу. 
Постојала је и теорија да су служили као главе за буздоване. Међутим, димензије и мала маса предмета су ову претпоставку учинили одбаченом.

## Српски додекаедар
Налази додекаедра били су везани искључиво за простор некадашњег Западног римског царства. Већина предмета је пронађена на просторима бивше римске Галије, Германије и Британије. Најјужнији налази су били из околине Арла у Француској, док је најисточнији проналазак са локалитета Бригецио (данашњи Мали Комаром, мађ. Komárom) у Мађарској. 
Један примерак се чува у Хрватској, али је ископан између села Ау под Лајтом (нем. Au am Leithaberge) и Хоф под Лајтом (нем. Hof am Leithaberge) у Доњој Аустрији. Додекаедар је 1862. године Археолошком музеју у Загребу поклонио Градишћански Хрват Павао Жулић (1831-1922), хемичар, иначе рођен у Хофу под Лајтом (хрв. Cimof). 
У Завичајном музеју у Јагодини налази се фрагментарно очуван додекаедар који је у посед установе дошао 2006. године. Пронађен је случајно, близу старог гробља у селу Деоници, седам километара западно од Јагодине, између Штипљанске реке и Сиоковачког потока, подно Црног врха. Село Деонице је стога у Антици било близу римског пута који је водио од Сингидунума (Београд), преко Ауреус Монса (Сеоне), кроз Удовице, Влашки До, Смедеревску Паланку и Горње Штипље ка Јагодини, да би потом прешао на десну обалу Велике Мораве код Хореум Маргија (Ћуприје).
Додекаедар је сачуван делимично. Чине га три парцијално очуване површи које се спајају у једном темену. Лоптасти украс на темену није очуван. Дебљина метала је 0,2-0,3 милиметра а хемијски састав легуре чине 90 одсто бакра, 5 одсто цинка, а остало су олово, калај и гвожђе. 
Предмет је прављен техником шупљег ливења и имао је изглед правилног додекаедра, где су углови саставка површи у темену износили око 108 степени. Прорачуном налаза израђен је 3Д модел на основу чега се претпоставља да је висина предмета износила око 65 милиметара. Димензије лоптастих детаља на теменима није могуће засигурно утврдити, али се зна да су ливене заједно са целим предметом, односно да нису накнадно лемљене.
На основу места проналаска, додекаедар из Деонице се сматра најисточнијим налазом ове врсте. 
1. ↑  Stavrou, A (20. 1. 2024). „Amateur archaeologist discovers bizarre Roman object that has baffled for centuries”. The Independent. Приступљено 20. 1. 2024.
2. ↑  Вујовић, Мирослав Б. (20. мај 2011). „,,Римски додекаедар из Завичајног музеја у Јагодини у: Зборник Народног музеја у Београду XXV-1 археологија” (PDF). Приступљено 18. март 2024.